# Maider Unda
Maider Unda, född 2 juli 1977 i Vitoria, Spanien, är en spansk brottare som tog OS-brons i tungviktsbrottning vid de olympiska brottningstävlingarna 2012 i London. 